# Sant Privat de Barcedana
La casa monàstica de Sant Privat de Barcedana, sovint esmentada simplement com a Sant Privat, era un monestir situat dins de l'antic terme de Llimiana, que incloïa tota la vall de Barcedana, entre Sant Martí de Barcedana i el Montsec. Actualment, però, formaria part del terme municipal de Gavet de la Conca, en el seu antic terme d'Aransís, annex de Sant Miquel de la Vall, al Pallars Jussà.
És esmentat des del 930 fins al 1229, en documents de Santa Maria de Gerri de la Sal. Originalment lligat a aquest important monestir pallarès, Sant Privat passà a protecció de Guillem de Llordà, i en el document on se'n deixa constància, situa aquesta casa monàstica en el terme del Castelló Sobirà, i sota el Castell de Montllor.
Actualment no es té cap mena de notícia sobre el seu emplaçament exacte.